# Bier in Letland

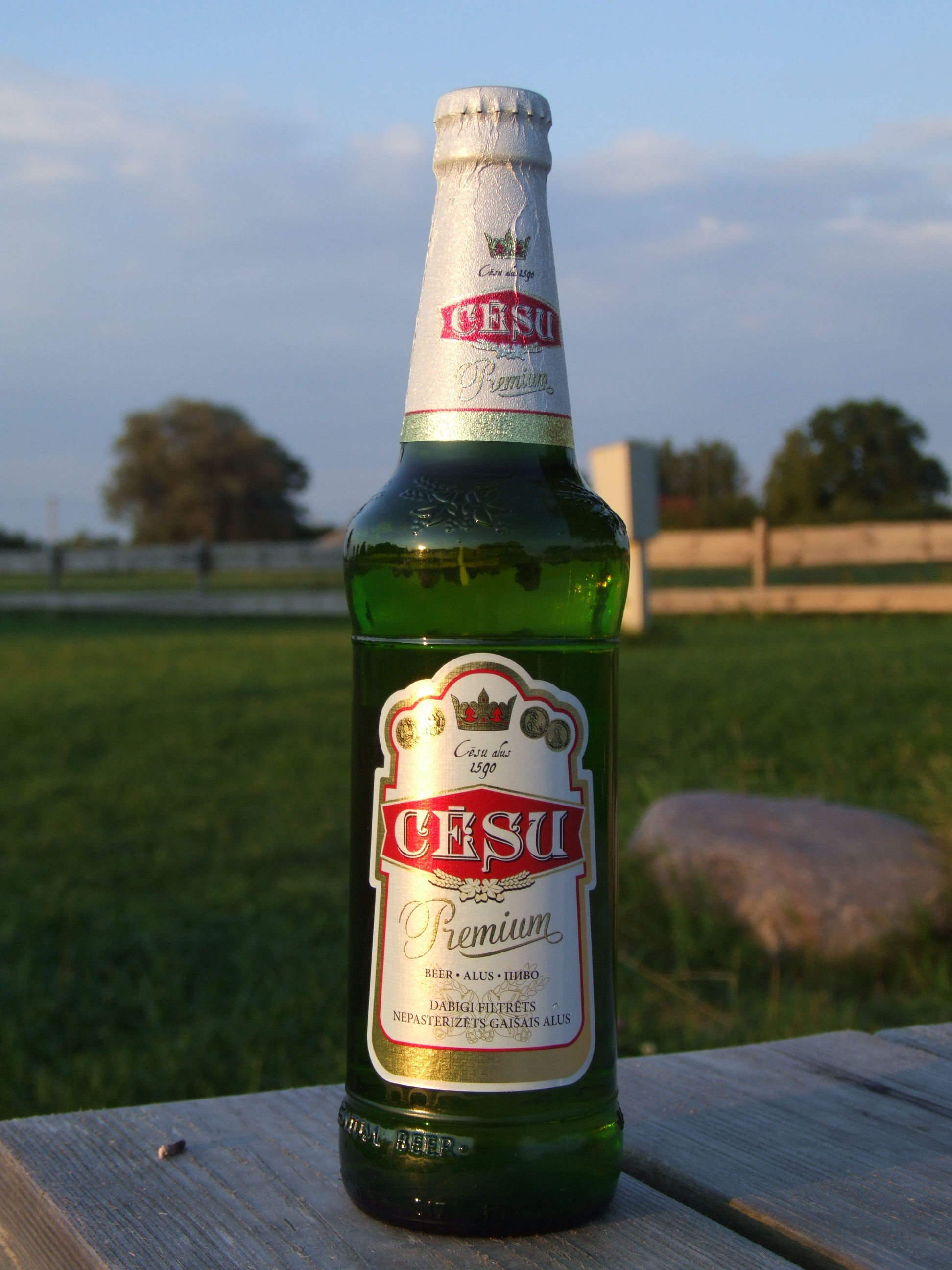
Cēsu alus

Bier neemt in Letland een belangrijke plaats in en er wordt al sinds de middeleeuwen gebrouwen.

## Geschiedenis
De nationale Letse drank heet Melnais balzams (Zwarte balsem), een bittere kruidenlikeur, maar er wordt ook veel bier geconsumeerd. De Letse naam voor bier is alus, etymologisch verbonden met ale (Engeland), olut (Finland) en ol (Zweden).
Vanaf de 12e eeuw werd Letland overheerst door de Duitse Orde, wat ook invloed had op het bierbrouwen. Thuisbrouwen bleef toegelaten, maar het gebruik van kruiden werd vervangen door hop.
Tijdens de 19e eeuw zorgde de industriële revolutie voor grote moderne brouwerijen, vooral in Riga, die de kleinere brouwerijen verdrongen. De eerste industriële brouwerij in Riga was Kimmel (1815). In de tweede helft van de 19e eeuw werden 26 nieuwe brouwerijen gebouwd.
Na de Tweede Wereldoorlog werd Letland deel van de Sovjet-Unie, waarna thuisbrouwen werd verboden en grote brouwerijen werden opgericht, meestal in samenwerking met collectieve boerderijen, zoals Lāčplēša (1949), Tērvetes (1971) en Bauskas (1981). Er werd goedkoop bier van slechte kwaliteit geproduceerd.
Na de onafhankelijkheid van Letland in 1991 wist een aantal van deze brouwerijen te overleven door modernisatie met buitenlands kapitaal. De drie grootste brouwerijen zijn in handen van buitenlandse brouwerijgroepen en brouwen 87% van de totale bierproductie (cijfers 2012). Het Deense Unibrew kocht in 2004 brouwerij Lāčplēša en in 2008 Līvu alus. De grootste brouwerij Aldaris kwam in handen van de Carlsberg-groep en Cēsu alus werd opgekocht door de Finse brouwerijgroep Olvi. Het merendeel van de bierproductie bestaat uit blonde lagers.

## Cijfers 2011
- Bierproductie: 1,529 miljoen hl
- Export: 338.000 hl
- Import: 435.000 hl
- Bierconsumptie: 1,626 miljoen hl
- Bierconsumptie per inwoner: 74 liter
- Actieve brouwerijen: 18[2]

## Bierstijlen
- Sencu, blonde lager, 4% (10° Plato)
- Pilzenes pilsener, blond, 4,5% (11° Plato)
- Gaišais, blonde lager, 5% (12° Plato)
- Tumšais, donker lager, 5,5% (14° Plato)
- Stiprais Gaišais, sterke blonde lager, 7% (20° Plato)
- Stiprais Tumšais, sterke donkere lager, 7% (20° Plato)
- Porter, Baltische porter van lage gisting, 6-7% (18-20° Plato)

## Belangrijkste brouwerijen
- De drie grootste brouwerijen:
  - Aldaris, Riga, eigendom van Baltic Beverages Holding (Carlsberg)
  - Cēsu Alus AS, Cēsis, eigendom van de Finse brouwerijgroep Olvi
  - Līvu Alus, Liepāja, eigendom van de Deense brouwerijgroep Royal Unibrew
- Zes kleinere brouwerijen brouwen circa 10% van de totale productie.
- De resterende 3% wordt gebrouwen door negen microbrouwerijen.

## Bieren (selectie)
- Aldaris
- Cēsu
- Līvu
- Lāčplēšis